# Newton Aycliffe
Newton Aycliffe is een plaats in het bestuurlijke gebied Sedgefield, in het Engelse graafschap Durham. De plaats telt 29.000 inwoners.

## Foto's

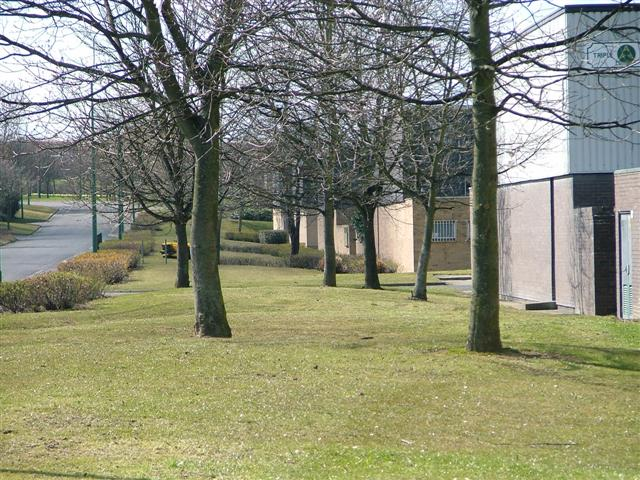
Industrie
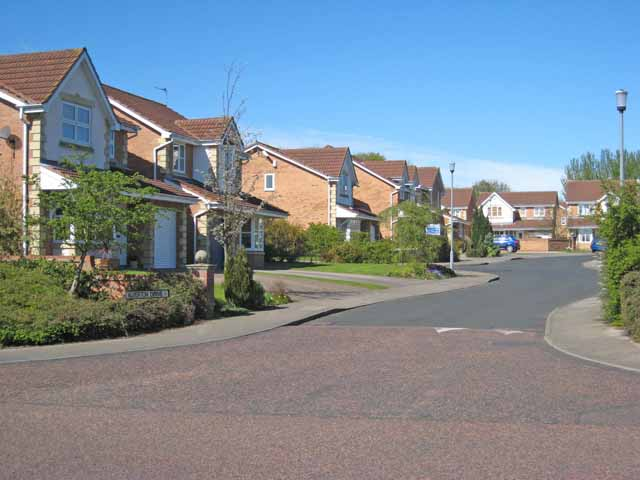
Alverton Drive
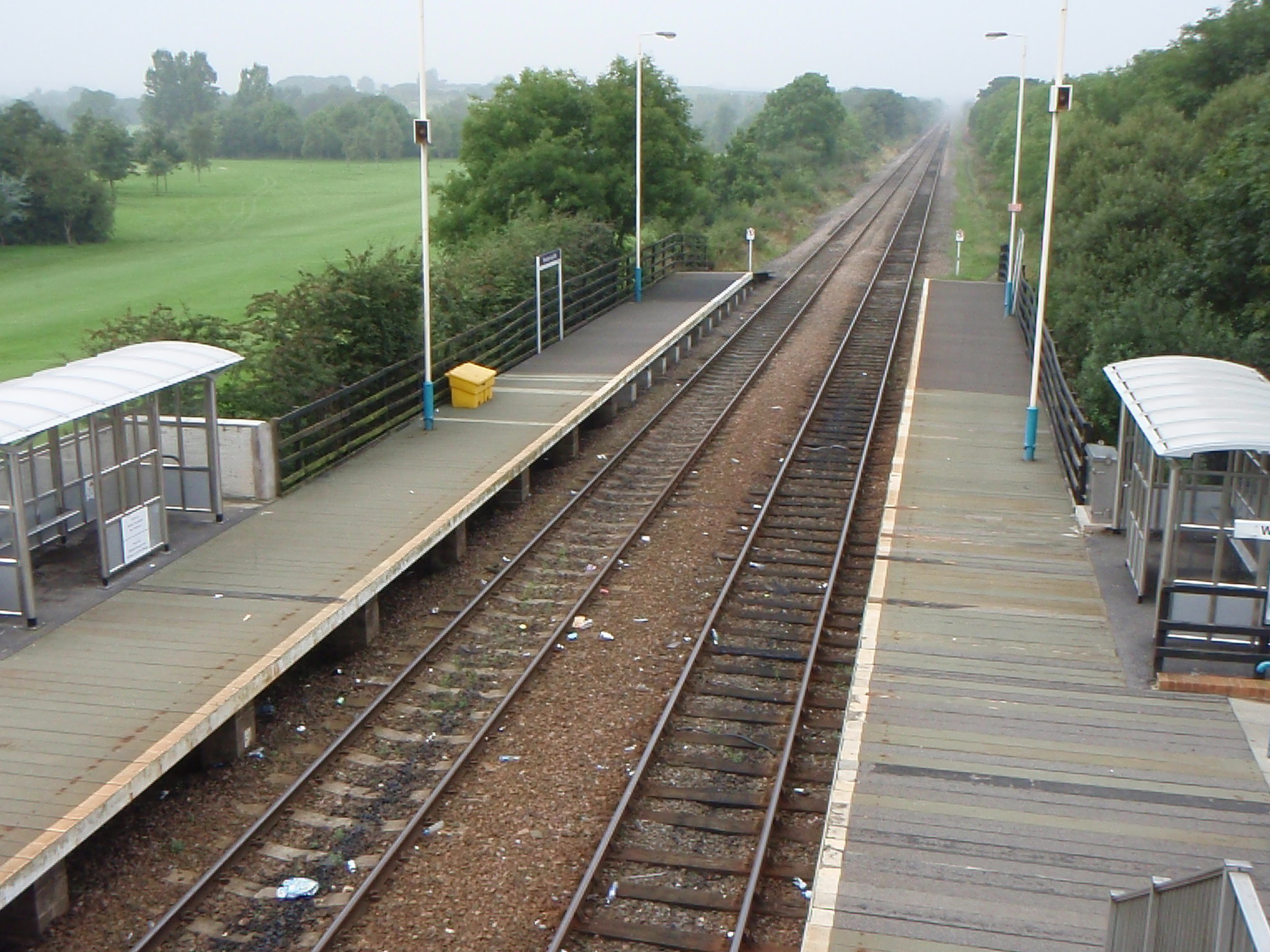
Station
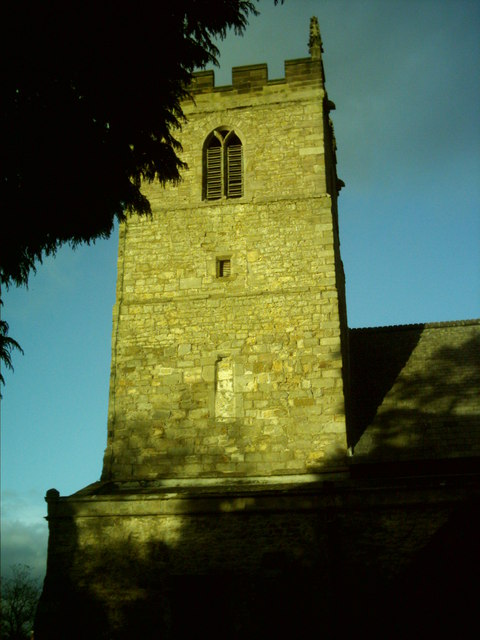
Kerktoren